# Valérie (prénom)
Pour les articles homonymes, voir Valérie.
Cette page présente le prénom Valérie ainsi que ses variantes.
Valérie est un prénom féminin, forme féminine du prénom Valère. Son étymologie latine : du verbe valere qui signifie « être fort » ou « avoir de la valeur ».

## Variantes
Valérie a pour dérivés Valériane et Valérie-Anne. Par contre, le prénom Valéry n'est pas le masculin de Valérie, étant forgé sur les noms d'origine germanique walh- « étranger » et ric- « puissance ».

### Variantes linguistiques
- allemand, anglais : Valerie
- espagnol : Valeri, Valeria
- hongrois : Valéria[2]
- italien : Valeria
- portugais : Valéria[2]
- russe, bulgare : Валерия
- slovaque : Valéria[2]
- macédonien, serbe : Балерија
- tchèque : Valérie

## Popularité du nom
Avant 1960, le nombre de personnes prénommées Valérie était très faible. Selon Insee, 244 143 individus portent ce prénom en France[Quand ?].
241649 en 2020.
En raison de la popularité de ce prénom à cette époque, le cinéaste Denis Héroux a réalisé le film Valérie en 1968 et sorti en 1969. En 1969, il était le prénom le plus usité de toute la France. Depuis 1980, la popularité de ce prénom est de nouveau en forte diminution.